# Paul-André Durocher
Paul-André Durocher (Windsor, 28 maggio 1954) è un arcivescovo cattolico canadese, dal 12 ottobre 2011 arcivescovo metropolita di Gatineau.

## Biografia
Paul-André Durocher è nato il 28 maggio 1954 a Windsor, provincia dell'Ontario e diocesi di London, in Canada; è il primogenito dei sette figli di Maurice Durocher e Lucille Duplantie.

### Formazione e ministero sacerdotale
È cresciuto nella città di Timmins, dove ha compiuto gli studi primari ed ha iniziato poi quelli secondari alla Ecole catholique Thériault, liceo pubblico di lingua francese, diplomandosi nel 1972. In seguito ha frequentato la University of Western Ontario a London, dove ha studiato musica, specializzandosi in canto, ed ha conseguito il baccalaureato nelle arti musicali nel 1977 figurando tra i migliori studenti: è stato insignito della Alfred Rosé Memorial Fellowship per la performance vocale. Successivamente, ha partecipato a diverse produzioni operistiche e oratorie nella sua provincia natale.
Sentendo maturare la vocazione al sacerdozio, si è poi iscritto al Seminario della Université Saint-Paul ad Ottawa, conseguendo il baccalaureato in Sacra teologia nel 1981; contemporaneamente ha frequentato anche l'Università di Ottawa, conseguendo il baccalaureato in educazione nel 1981. Ha ricevuto l'ordinazione sacerdotale il 2 luglio 1982, nella cattedrale di Sant'Antonio da Padova a Timmins, per imposizione delle mani di Jacques Landriault, vescovo di Timmins; si è incardinato, ventottenne, come presbitero della medesima diocesi.
Per quattro anni ha insegnato musica ed educazione ai valori alla Ecole catholique Thériault, dove egli stesso era stato studente, fornendo assistenza pastorale presso la scuola. Allo stesso tempo, è stato vicario parrocchiale presso la cattedrale di Timmins e coordinatore della pastorale giovanile e della formazione liturgica nella diocesi omonima.
Il Consiglio canadese per la ricerca in arti e studi umanistici gli ha assegnato una borsa di studio per scrivere una tesi di master dal titolo "Signe et symbole: l'efficacité sacramentelle dans le champ de la symbolique?": nel lavoro ha messo a confronto vari sforzi teologici volti a conciliare la comprensione tradizionale di come i sacramenti lavorano con i recenti progressi nella filosofia del linguaggio. Ha completato il Master of Arts in teologia nel 1985.
Lo stesso anno è stato nominato parroco della parrocchia di Sainte Croix, comunità bilingue di Haileybury, in Ontario, dove ha ricoperto questa carica fino al 1990. Ha continuato ad assumere responsabilità diocesane, coordinando vari progetti di educazione religiosa, di formazione liturgica e pastorale con i giovani. Ha partecipato ai lavori dell'Ufficio provinciale per l'educazione della fede cattolica dell'Ontario (OPECO), l'ufficio catechetico di lingua francese dei vescovi dell'Ontario. In particolare, ha partecipato allo sviluppo di programmi quadro e risorse educative per l'educazione religiosa nel 7º e 8º anno. Ha viaggiato nella provincia per organizzare eventi di aggiornamento professionale per insegnanti del sistema scolastico cattolico in francese ed inglese.
Nel 1990 è divenuto responsabile degli uffici diocesani di Timmins, ruolo ricoperto per due anni, ed è stato nominato vicario episcopale per le attività pastorali nonché coordinatore dei servizi di cancelleria, assicurando al contempo l'amministrazione di varie parrocchie. Si è iscritto al corso per corrispondenza di diritto canonico presso l'Università di Strasburgo, in Francia, dove ha conseguito la licenza in diritto canonico nel 1992. Ha tenuto anche vari corsi di teologia alla Université Saint-Paul di Ottawa e di studi religiosi alla Laurentian University di Greater Sudbury.
Nel 1995 si è trasferito a Roma, in Italia, dove ha frequentato la Pontificia Università Gregoriana ed ha conseguito la laurea in teologia dogmatica, summa cum laude.

### Ministero episcopale

#### Vescovo ausiliare di Sault Sainte Marie
Il 20 gennaio 1997 papa Giovanni Paolo II lo ha nominato, quarantaduenne, vescovo ausiliare di Sault Sainte Marie assegnandogli contestualmente la sede titolare di Ausuaga. Ha ricevuto la consacrazione episcopale il successivo 14 marzo, nella pro-cattedrale di Nostra Signora dell'Assunzione a North Bay, per imposizione delle mani di Jean-Louis Plouffe, ordinario diocesano, assistito dai co-consacranti Bernard Francis Pappin, vescovo titolare di Aradi ed ausiliare della medesima diocesi, e Jacques Landriault, vescovo emerito di Timmins e che già lo aveva ordinato sacerdote.
Come vescovo ausiliare si è occupato principalmente della cura pastorale delle parrocchie nel settore francofono della diocesi e di quelle native della regione di Manitoulin-North Shore.

#### Vescovo di Alexandria-Cornwall
Il 27 aprile 2002 lo stesso papa Giovanni Paolo II lo ha nominato, quarantasettenne, vescovo di Alexandria-Cornwall; è succeduto al settantacinquenne Eugène Philippe LaRocque, contestualmente dimissionario per raggiunti limiti d'età dopo ben ventotto anni di governo pastorale. Ha preso possesso della diocesi durante una cerimonia svoltasi presso la cattedrale di San Finnan ad Alexandria il 27 giugno successivo.
Durante questo periodo, ha servito per sei anni come presidente della Commissione per l'istruzione dell'Assemblea dei vescovi cattolici dell'Ontario (AÉCO), nonché come delegato per l'Ufficio provinciale dell'educazione alla fede cattolica dell'Ontario (OPECO). Ha fatto parte del consiglio di amministrazione della Conferenza dei vescovi cattolici del Cananda per sei anni ed è stato anche membro della Commissione dottrinale e di quella per la liturgia ed i sacramenti per il settore francese. La stessa assemblea lo ha eletto come delegato per prendere parte all'XI assemblea generale ordinaria del Sinodo dei vescovi, svoltasi nella Città del Vaticano dal 2 al 23 ottobre 2005 con tema L'Eucaristia: fonte e culmine della vita e della missione della Chiesa.
Il 7 settembre 2006 si è recato in Vaticano, assieme gli altri membri dell'episcopato dell'Ontario, per la visita ad limina apostolorum, allo scopo di discutere con il pontefice della situazione e dei problemi relativi alla sua diocesi.

#### Arcivescovo metropolita di Gatineau
Il 12 ottobre 2011 papa Benedetto XVI lo ha nominato, cinquantasettenne, arcivescovo metropolita di Gatineau; è succeduto al settantacinquenne Roger Ébacher, contestualmente dimissionario per raggiunti limiti d'età dopo ben ventitré anni di governo pastorale.
Il 18 ottobre 2011 è stato eletto vicepresidente della Conferenza dei vescovi cattolici del Canada (CCCB o CECC), subentrando a Richard William Smith, arcivescovo metropolita di Edmonton, eletto allo stesso tempo presidente della stessa assemblea. Il 7 novembre seguente si è recato nuovamente in Vaticano, assieme al presidente ed al segretario della CCCB, per essere ricevuto in udienza dal papa.
Tornato a Gatineau, ha preso possesso dell'arcidiocesi durante una cerimonia svoltasi presso la cattedrale di San Giuseppe il 30 novembre successivo. Il 29 giugno 2012, giorno della solennità dei Santi Pietro e Paolo, si è recato presso la basilica di San Pietro in Vaticano dove il papa gli ha imposto il pallio, simbolo di comunione tra il metropolita e la Santa Sede. Il 10 novembre successivo è stato ricevuto nuovamente in udienza da papa Benedetto XVI.
Il 25 settembre 2013 è stato eletto presidente della CCCB, subentrando anche in questo caso a monsignor Smith; ha ricoperto tale incarico per un mandato di due anni, al termine del quale è stato sostituito da David Douglas Crosby, O.M.I., vescovo di Hamilton, il 15 settembre 2015. Nello stesso organismo, monsignor Durocher partecipa attualmente all'iniziativa per il dialogo nazionale tra ebrei e cattolici e siede nel comitato permanente del ministero responsabile.
Il 29 marzo 2014 papa Francesco lo ha nominato membro del Pontificio consiglio della cultura per un mandato rinnovabile di un quinquennio. Lo stesso anno ha preso parte alla III assemblea generale straordinaria del Sinodo dei vescovi, svoltosi nella Città del Vaticano dal 5 al 19 ottobre con tema Le sfide pastorali della famiglia nel contesto dell'evangelizzazione. Ha preso parte anche alla XIV assemblea generale ordinaria, dal 4 al 25 ottobre 2015, con tema La vocazione e la missione della famiglia nella Chiesa e nel mondo contemporaneo.
L'11 maggio 2017 si è recato nuovamente in visita ad limina.
Il 10 luglio 2019, dopo la rinuncia per motivi d'età del settantacinquenne Paul Lortie, è stato nominato amministratore apostolico di Mont-Laurier; ha ricoperto l'incarico fino al 23 giugno 2020.
Come membro dell'Assemblea dei vescovi cattolici del Quebec (AÉCQ), fa parte del Comitato esecutivo e del Consiglio delle comunità e dei ministeri. Ha contribuito alla creazione del Comitato consultivo per il ministero e la vita dei presbiteri ed attualmente sostiene il  Raggruppamento degli intervistati diocesani per la prevenzione degli abusi sessuali.
L'arcivescovo Durocher è spesso invitato a predicare ritiri ed a condurre seminari in varie aree della cura pastorale. Nel 2017 ha pubblicato a Novalis una raccolta in tre volumi di piccoli commenti ai 150 salmi dal titolo "I Salmi, preghiere viventi". Nel 2019 ha lanciato un saggio sulla Chiesa in uscita intitolato "Called By My Name, Sent on His Behalf".
Continua anche il suo impegno nel mondo musicale. È stato membro del consiglio di amministrazione dell'innario D'une même voix. La sua  Missa Lumen Christi è stata scelta per la Messa di chiusura della Giornata mondiale della gioventù a Toronto nel 2002, presieduta da papa Giovanni Paolo II. Ha composto inoltre una messa ispirata alle tradizioni popolari della sua arcidiocesi, la Messe gatinoise.

## Genealogia episcopale e successione apostolica
La genealogia episcopale è:
- Cardinale Scipione Rebiba
- Cardinale Giulio Antonio Santori
- Cardinale Girolamo Bernerio, O.P.
- Arcivescovo Galeazzo Sanvitale
- Cardinale Ludovico Ludovisi
- Cardinale Luigi Caetani
- Cardinale Ulderico Carpegna
- Cardinale Paluzzo Paluzzi Altieri degli Albertoni
- Papa Benedetto XIII
- Papa Benedetto XIV
- Cardinale Enrico Enriquez
- Arcivescovo Manuel Quintano Bonifaz
- Cardinale Buenaventura Córdoba Espinosa de la Cerda
- Cardinale Giuseppe Maria Doria Pamphilj
- Papa Pio VIII
- Papa Pio IX
- Cardinale Raffaele Monaco La Valletta
- Cardinale Diomede Angelo Raffaele Gennaro Falconio, O.F.M.Ref.
- Arcivescovo John Thomas McNally
- Vescovo Joseph Francis Ryan
- Vescovo Paul Francis Reding
- Vescovo John Michael Sherlock
- Vescovo Marcel André Joseph Gervais
- Vescovo Jean-Louis Plouffe
- Arcivescovo Paul-André Durocher

La successione apostolica è:
- Vescovo Joseph Ferdinand Guy Boulanger (2020)

## Araldica
| Stemma | Descrizione |
| ------ | --- |
|        | Blasonatura Di verde, alla decusse d'oro, alla spada d'argento all'ingiù attraversante. Lo scudo, accollato a una croce astile patriarcale d'oro, posta in palo, è timbrato da un cappello con cordoni e nappe di verde. Le nappe, in numero di venti, sono disposte dieci per parte, in cinque ordini di 1, 2, 3, 4. Sotto lo scudo, nella lista svolazzante d'oro, il motto in lettere maiuscole di nero: CANTA ET AMBULA. Descrizione Lo stemma di monsignor Durocher comprende una spada posta sulla decusse. Questi due elementi rappresentano i due santi di cui porta il nome. La spada rappresenta il martirio di san Paolo, che le autorità romane hanno decapitato con una spada a causa della sua fede in Gesù Cristo. Quanto alla decusse, ricorda sant'Andrea crocifisso su una croce simile. La spada ha anche un altro significato, tratto dal Nuovo Testamento. Nella lettera agli Ebrei leggiamo che "la Parola di Dio è come una spada a doppio taglio" perché taglia nel profondo dei nostri cuori. La spada dello stemma di monsignor Durocher rappresenta quindi anche la Parola di Dio, in particolare il Vangelo, che lo ha profondamente penetrato e che ha stravolto la sua vita. Quanto alla croce di Sant'Andrea, ricorda la croce di Gesù, simbolo del mistero pasquale mediante il quale Cristo salva nella sua morte e risurrezione. Il suo motto, Canta et Ambula, è un'espressione latina che si traduce in "Canta e cammina". Viene da un sermone predicato da sant'Agostino la domenica di Pasqua quando concludeva: "Cantiamo d'ora in poi l'alleluia, non per migliorare il nostro riposo, ma per sostenere le nostre fatiche, mentre cantiamo per strada: "Canta e cammina". |